# قاع الصلاحي (بني حشيش)

تعديل مصدري - تعديل

قاع الصلاحي هي إحدى قرى عزلة نهم السر بمديرية بني حشيش التابعة لمحافظة صنعاء، باليمن. يحدها من الشرق عزلة الشرفة ومن الغرب قرية راتخ ومن الشمال قرية بيت شبعان ومن الجنوب بيت الملاحي 
وهذه الثلاث القرى ( قاع الصلاحي، بيت شبعان، بيت الملاحي) تسمى المطيرة، بلغ تعداد سكانها 588 نسمة حسب تعداد اليمن لعام 2004.